# Nunca sapo
Nunca sapo è un singolo del rapper portoricano Anuel AA, pubblicato il 19 maggio 2016.

## Tracce
1. Nunca sapo – 3:29